# En bok för dig
En bok för dig var ett svenskt barnprogram som sändes i SVT 1 åren 1991-1999.
En bok för dig sändes som en ersättning för Skymningssagor som visades i en första omgång 1988-1990. Skymningssagor kom sedan även att efterträda En bok för dig och sändas 1993, 1995 och 1998.
Några av berättarrösterna i En bok för dig var Jonas Gardell, Bertil Norström och Helena Brodin.

## Musik
Vinjetten är programmets signum och dess ackord, på piano, är E m, A m, D, G, Em7, C, D.

### Fotnoter
1. 1 2  https://youtube.com/watch?si=wgF5wL1DlRvX0nbF&v=4s6RwVo2VOs
2. ↑  ”En bok för dig”. Svensk mediedatabas. 1991-1999. http://smdb.kb.se/catalog/search?q=%22En+bok+f%C3%B6r+dig%22+typ%3Atv&sort=OLDEST. Läst 22 juni 2014.
3. ↑  http://www.oppetarkiv.se/sok/?q=skymningssagor